# Тромбін

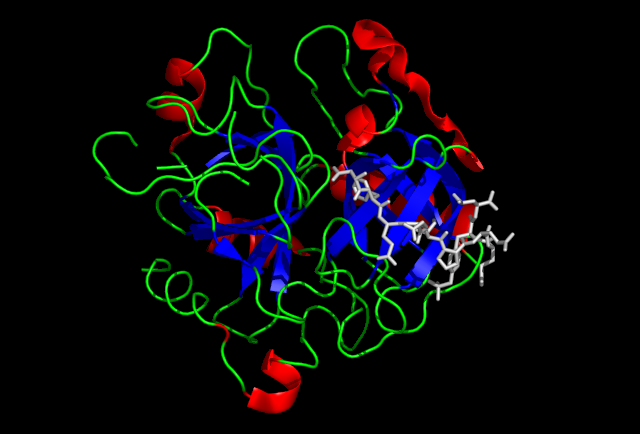
Тромбін в комплексі з інгібітором

Тромбін (активований фактор зсідання крові II, fibrinogenase, thrombase, thrombofort, topical, thrombin-C, tropostasin, activated blood-coagulation factor II, blood-coagulation factor IIa, factor IIa, E thrombin, beta-thrombin, gamma-thrombin) — білок, який кодується геном F2, розташованим у людей на короткому плечі 11-ї хромосоми. Довжина поліпептидного ланцюга білка становить 622 амінокислот, а молекулярна маса — 70 037. Тромбін - важливий компонент системи згортання крові людини і тварин. Тромбін (КФ 3.4.21.5) відноситься до ферментів класу гідролаз, групи серинових протеаз, та каталізує гідроліз пептидних зв'язків, утворених залишками аргініну і лізину (має обмежену субстратну специфічність).
| 10         |  | 20         |  | 30         |  | 40         |  | 50         |
| ---------- |  | ---------- |  | ---------- |  | ---------- |  | ---------- |
| MAHVRGLQLP |  | GCLALAALCS |  | LVHSQHVFLA |  | PQQARSLLQR |  | VRRANTFLEE |
| VRKGNLEREC |  | VEETCSYEEA |  | FEALESSTAT |  | DVFWAKYTAC |  | ETARTPRDKL |
| AACLEGNCAE |  | GLGTNYRGHV |  | NITRSGIECQ |  | LWRSRYPHKP |  | EINSTTHPGA |
| DLQENFCRNP |  | DSSTTGPWCY |  | TTDPTVRRQE |  | CSIPVCGQDQ |  | VTVAMTPRSE |
| GSSVNLSPPL |  | EQCVPDRGQQ |  | YQGRLAVTTH |  | GLPCLAWASA |  | QAKALSKHQD |
| FNSAVQLVEN |  | FCRNPDGDEE |  | GVWCYVAGKP |  | GDFGYCDLNY |  | CEEAVEEETG |
| DGLDEDSDRA |  | IEGRTATSEY |  | QTFFNPRTFG |  | SGEADCGLRP |  | LFEKKSLEDK |
| TERELLESYI |  | DGRIVEGSDA |  | EIGMSPWQVM |  | LFRKSPQELL |  | CGASLISDRW |
| VLTAAHCLLY |  | PPWDKNFTEN |  | DLLVRIGKHS |  | RTRYERNIEK |  | ISMLEKIYIH |
| PRYNWRENLD |  | RDIALMKLKK |  | PVAFSDYIHP |  | VCLPDRETAA |  | SLLQAGYKGR |
| VTGWGNLKET |  | WTANVGKGQP |  | SVLQVVNLPI |  | VERPVCKDST |  | RIRITDNMFC |
| AGYKPDEGKR |  | GDACEGDSGG |  | PFVMKSPFNN |  | RWYQMGIVSW |  | GEGCDRDGKY |
| GFYTHVFRLK |  | KWIQKVIDQF |  | GE         |  |            |  |            |

A: Аланін

C: Цистеїн

D: Аспарагінова кислота

E: Глутамінова кислота

F: Фенілаланін

G: Гліцин

H: Гістидин

I: Ізолейцин

K: Лізин

L: Лейцин

M: Метіонін

N: Аспарагін

P: Пролін

Q: Глутамін

R: Аргінін

S: Серин

T: Треонін

V: Валін

W: Триптофан

Цей білок за функціями належить до гідролаз, протеаз, серинових протеаз. 
Задіяний у таких біологічних процесах, як зсідання крові, гемостаз, гостра фаза запалення. 
Білок має сайт для зв'язування з іоном кальцію. 
Секретований назовні.